# Contre-prise (sport de combat)
Pour les articles homonymes, voir Contre.
La contre-prise est une technique de préhension qui utilise le principe tactique du contre au corps à corps c’est-à-dire, utilisant l’attaque adverse à son avantage. Ex. : (A) porte une technique de projection par fauchage interne et (B) utilise la prise adverse (saisie de cuisse) au moment de l’attaque adverse, pour projeter dans le sens du mouvement de fauchage.
Lorsqu'une défense (blocage, surpassement, esquive, etc.) précède la contre-offensive alors on ne parle pas de contre-prise mais de contre-attaque en l’occurrence de contre.

## Sources
- Alain Delmas, 1. Lexique de la boxe et des autres boxes (Document fédéral de formation d’entraîneur), Aix-en-Provence, 1981-2005 – 2. Lexique de combatique (Document fédéral de formation d’entraîneur), Toulouse, 1975-1980.
- Gabrielle & Roland Habersetzer, Encyclopédie des arts martiaux de l'Extrême-Orient, Ed. Amphora, Paris, 2000
- Tadao Inogai, Roland Habersetzer, Judo pratique, Ed. Amphora, Paris, 1997